# Connecticut Bicentennials
I Connecticut Bicentennials sono stati un club calcistico statunitense con sede in due diverse città del Connecticut, attivo brevemente negli anni '70.

## Storia
La franchigia venne fondata ad Hartford, Connecticut, come Hartford Bicentennials. Il nome Bicentennials fu scelto in omaggio al bicentenario dell'indipendenza degli Stati uniti che si sarebbe celebrato l'anno seguente.
L'avventura dei Bicentennials partì subito col piede sbagliato con l'ultimo posto ottenuto nella Northern Division nel loro primo campionato NASL. L'anno seguente la squadra arrivò quarta, mancando la qualificazione ai play-off per una sola vittoria in meno dei Rochester Lancers.
Al termine della stagione 1976 la franchigia si trasferì a New Haven e fu rinominata Connecticut Bicentennials. Il nuovo club giocò le sue partite interne al Yale Bowl ma non ebbe miglior fortuna del suo predecessore, concludendo la stagione per la seconda volta in tre anni all'ultimo posto in classifica.
Per la stagione 1978 la franchigia fu trasferita a Oakland, in California, dove divenne l'Oakland Stompers.
Dopo un solo anno ad Oakland la franchigia fu trasferita ad Edmonton, in Canada, dove diventò l'Edmonton Drillers.

## Colori e simboli
Nei primi due anni di esistenza i Bicentennials avevano come colori quelli della bandiera statunitense, con una divisa blu e inserti bianco rossi. Con il trasferimento a New Haven la squadra adottò una maglia rossa con inserti bianchi.
| Divisa casalinga degli Hartford Bicentennials (1975-1976) | Divisa esterna degli Hartford Bicentennials (1975-1976) |

## Allenatori
- 1975-1976  Manfred Schellscheidt
- 1976-1977  Bobby Thomson
- 1977  Malcolm Musgrove